# Matrice (televisione)
La matrice video (anche detta matrice di commutazione segnali video) è un'apparecchiatura elettronica che consente di commutare diverse sorgenti video destinandole a diverse destinazioni.

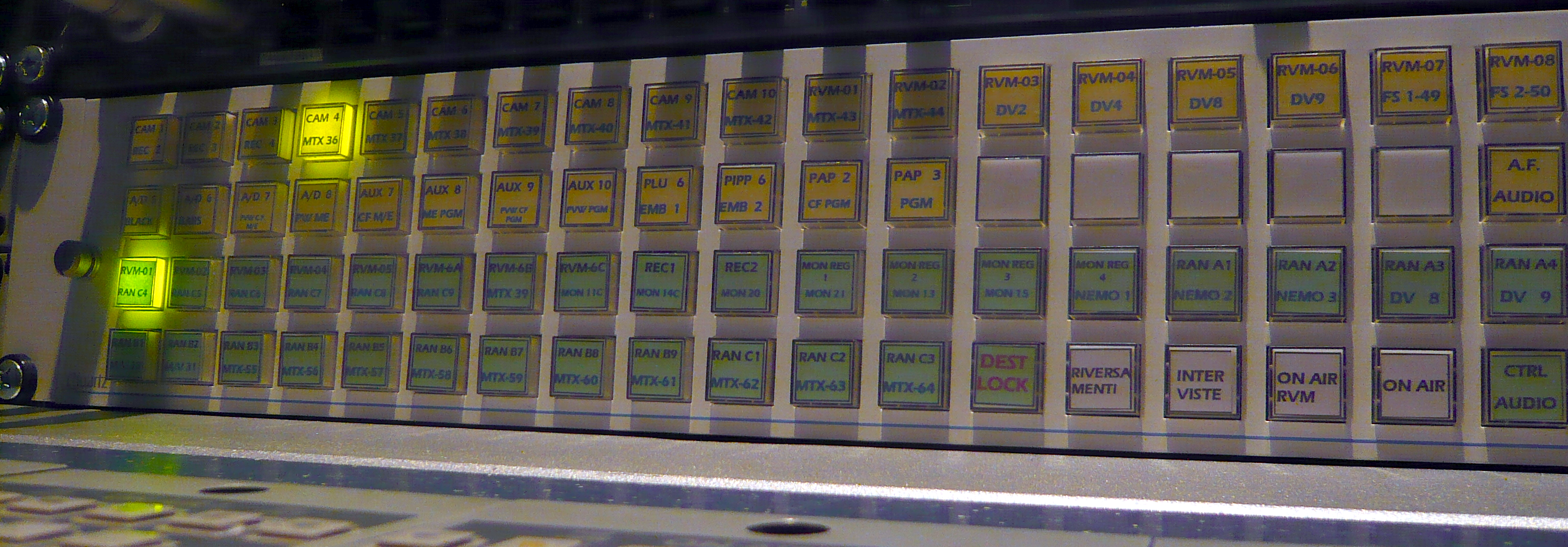
Pannello di controllo di una matrice. Ogni tasto può essere assegnato a una sorgente, a una destinazione o a una funzione specifica.

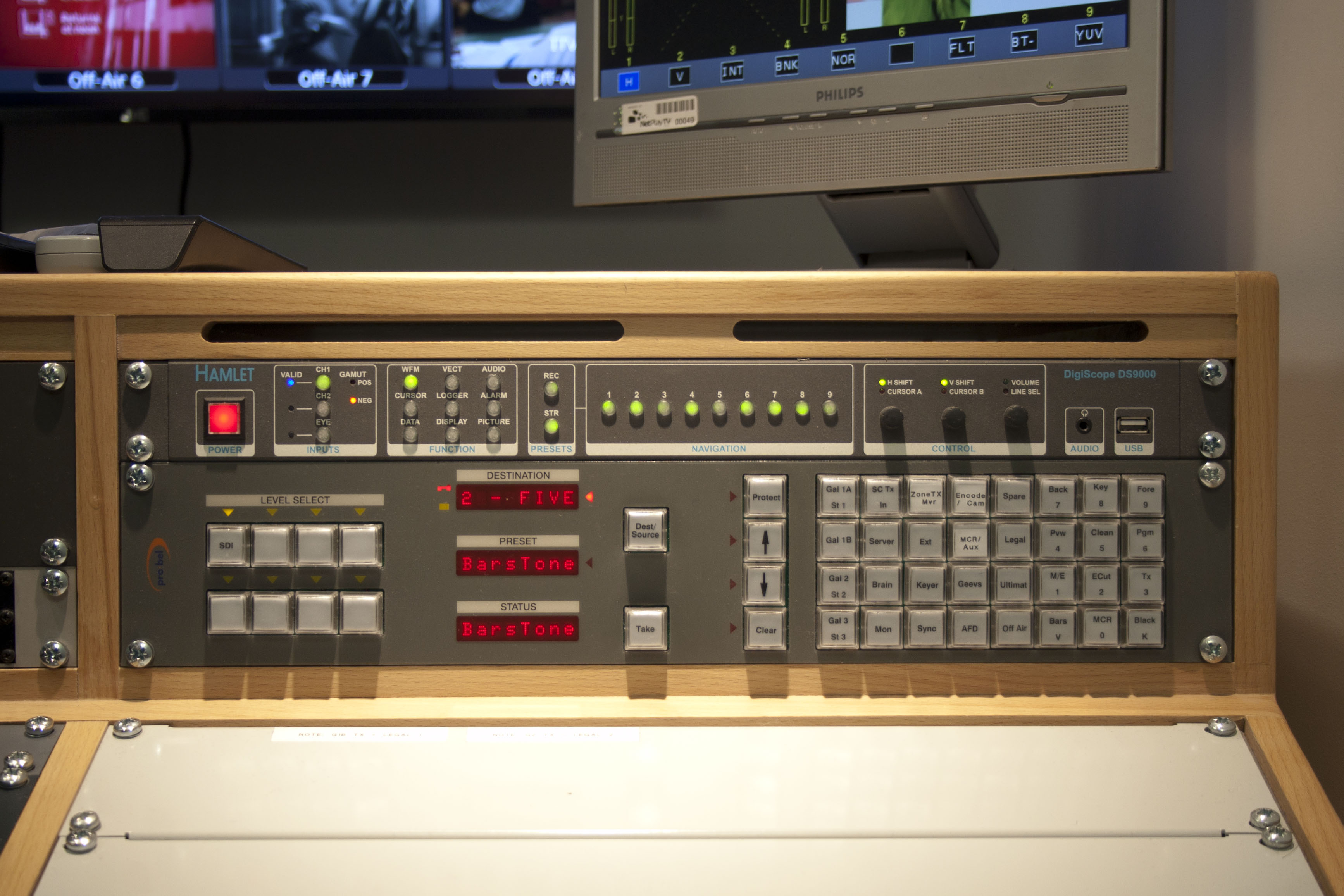
Panello di controllo remoto di matrice video professionale

## Struttura
La capacità e la configurazione di una matrice vengono indicate con il numero di ingressi e uscite, per esempio una matrice 32x32 consente di "incrociare" 32 segnali in ingresso con 32 segnali in uscita.
Esistono molti tipi di matrice che variano grandemente in dimensioni e capacità, con configurazioni tipiche da 8x8 a 512x512 e oltre. Si noti che il numero di ingressi e uscite non è necessariamente simmetrico, sono piuttosto comuni matrici 12x1, 16x2 o 20x10, per citarne alcune.
In un tipico impianto video di grosse dimensioni, la matrice è il vero e proprio cuore del sistema, in grado di smistare pressoché tutti i segnali utilizzati. Sebbene sia possibile sostituire con la matrice il cablaggio realizzato tramite sezionatori, per motivi di flessibilità accade spesso che i due sistemi vengano usati parallelamente, portando sul sezionatore buona parte, o tutti, gli ingressi e le uscite della matrice.
A seconda del grado di complessità, le matrici possono essere costituite da un'unica unità oppure da un'unità centrale e da una serie di pannelli di controllo remoti, che possono essere configurati per avere accesso a tutti o solo alcuni dei segnali.
È di solito possibile anche impostare memorie di configurazione, macro (ovvero più commutazioni preimpostate richiamate da un unico comando) e dividere i segnali in gruppi, il che rende molto più logica e ordinata la struttura dei segnali stessi.

## Segnali
I segnali instradati possono essere di qualunque tipo: esistono matrici per video analogico composito analogico e a componenti, così come per video digitale SDI o HD-SDI. Le matrici più grandi possono trattare diversi tipi di segnale a seconda di come sono configurate, per esempio 64x64 SDI, 8x8 HD-SDI e 16x16 composito.
I segnali SDI possono essere sottoposti a reclocking o meno, cioè equalizzati per rigenerare un segnale deteriorato dalla lunghezza del cavo.
I segnali gestiti da una matrice non devono essere necessariamente sincroni; questo però avviene lo stesso, di norma, per la maggior parte dei segnali, perché per la loro natura sono generati già sincroni o sincronizzati prima dello stadio di ingresso. Naturalmente, i segnali presenti sulle uscite hanno le stesse temporizzazioni presenti all'ingresso, per cui commutazioni tra segnali non sincroni non sono pulite, ma provocheranno una risincronizzazione, visibile come un salto verticale dell'immagine.

## Esempi d'uso

### Studio televisivo
Uno studio deve essere in grado di adattarsi rapidamente alle diverse esigenze produttive, per cui una matrice è utile per configurare rapidamente i percorsi dei segnali secondo quanto necessario per ogni singola lavorazione.
Tutte le sorgenti, (telecamere, video server, videoregistratori, ecc.) possono essere instradate verso la matrice, così come il Program, cioè l'uscita in onda dello studio stesso, e altri segnali di controllo. Le uscite della matrice permettono di distribuire poi le sorgenti agli ingressi del mixer video, ai singoli videoregistratori, ai vari monitor e in generale ovunque ve ne sia bisogno.
Un'uscita della matrice può essere configurata come scorta per il mixer, per poter proseguire il lavoro (anche se limitato a stacchi semplici tra una sorgente e l'altra) in caso di guasti di quest'ultimo. In questo caso, su quell'uscita verranno instradate le singole sorgenti invece dell'uscita Program del mixer.

### Emittente TV
Se l'emittente è dotata di un centro di produzione proprio, avrà molto probabilmente più studi per le riprese. In questo caso, tutte le apparecchiature dei singoli studi possono venire interfacciate nella stessa matrice. Questo permette, all'occorrenza, di scambiare segnali tra i diversi studi, e semplifica inoltre il cablaggio.
L'emittente dispone poi di una seconda matrice dedicata alla messa in onda, a cui fanno capo i segnali dei diversi studi.
Le emittenti televisive molto spesso sono collegate via ponte ad altre emittenti, la matrice consente di gestire i segnali in ingresso e uscita ai diversi ponti.

### Post Produzione
In una sala di post produzione di solito non è necessaria una gestione complessa dei segnali. Per esempio, disporre di volta in volta di un insieme ristretto di segnali rispetto a quelli gestibili può essere sufficiente. Una matrice di piccole dimensioni in questo caso potrebbe venire impiegata per commutare tra diverse sorgenti quelle da usare di volta in volta.